# Meiners Oaks, California
Meiners Oaks, California (енгл. Meiners Oaks) насељено је место без административног статуса у америчкој савезној држави Калифорнија.

## Демографија
По попису из 2010. године број становника је 3.571, што је 179 (-4,8%) становника мање него 2000. године.
| Група             | 2000.         | 2010.         |
| Белци             | 2.718 (72,5%) | 2.344 (65,6%) |
| Афроамериканци    | 16 (0,4%)     | 14 (0,4%)     |
| Азијати           | 34 (0,9%)     | 51 (1,4%)     |
| Хиспаноамериканци | 866 (23,1%)   | 1.068 (29,9%) |
| Укупно            | 3.750         | 3.571         |